# استنتون هارکورت
استنتون هارکورت (به انگلیسی: Stanton Harcourt) یک روستا و محله مدنی در بریتانیا است که در آکسفوردشر غربی واقع شده‌است. استنتون هارکورت ۹۶۰ نفر جمعیت دارد.